# テルモドンテのエルコレ
『テルモドンテのエルコレ』、『テルモドン川のヘラクレス』（RV710）は、1723年に作曲されたヴィヴァルディ16番目のオペラである。

## 解説
台本は、かつて誤ってジャコモ・フランチェスコ・ブッサーニ作とされていたが、正しくはアントニオ・サルヴィ作である。このオペラは1723年7月23日に、ローマの'Teatro Capranica'で、作曲家自身の指揮とヴァイオリン・ソロで初演された。当時のローマでは女性が舞台に上がることが禁止されていたため、女性役も全員男性カストラートが演じた。
　
スコアは失われたものと思われていたが、幾つかの図書館から30のアリアと2つの二重唱が発見され、残るオペラはアレッサンドロ・チッコリーニによって復元された。

## 登場人物
- エルコーレ（ヘラクレス）:テノール
- アンティオペ（アマゾンの女王）：（メゾソプラノ）
- マルテシア（アンティオペの娘）：（ソプラノ）
- ヒッポリト（アンティオペの妹）：（ソプラノ）
- オリツィア（アンティオペの妹）：（ソプラノ）
- テセウス（アテネの王子）：（アルト）
- アルチェステ（スパルタ王）：（ソプラノ）
- テラモン（イタカ王）：（アルト）

## あらすじ
ヘラクレスの12の功業のうちの9番目の功業に基づく。これはテルモドンに赴き、女性だけからなる部族であるアマゾンの女王アンティオペの剣（別ヴァージョンでは魔法の腰帯）を持ち帰るというものである。
テセウス、アルチェステ、テラモンらの英雄を伴って、ヘラクレスはアマゾンを攻撃し、マルテシアを捕まえるが、アマゾンはテセウスを捕らえ、アンティオペは彼を犠牲にしようとする。しかし、ヒッポリトが彼に好意を抱いてしまう。結局、女神ディアナがヒッポリトとテセウス、マルテシアとアルチェステを結婚させることにする。